# Pierino Luraghi
Pierino Luraghi (Legnano, 9 marzo 1910 – ...) è stato un calciatore italiano, di ruolo centrocampista.

## Carriera
Ha giocato tre partite in Serie A con la Pro Patria, esordendo a Roma l'otto giugno 1930 nella partita Roma-Pro Patria (5-0), nella prima edizione della Serie A nella stagione 1929-30. In seguito ha militato in Serie B con la Pro Patria (nove presenze e tre reti nel 1933-34) nel Savona e nel Legnano.